# Filmproducer
En filmproducer er den øverst administrative leder af en filmproduktion. Produceren har det praktiske overblik over en filmproduktion og administrerer filmen fra idéfase til færdig film. Produceren har også det økonomiske ansvar overfor producenten/produktionsselsskabet. Desuden har produceren ansvaret for ansættelse af filmhold og skuespillere, for produktionsplan samt afvikling af optageperiode; typisk også udlejning og distribution.

## Associate producer
En associate producer er en daglig administrator med ansvar for at filmens budget holdes og udgifter betales. En associate producer kan også deltage under udviklingen af et manuskript.

## Producent
En producent (også kaldet executive producer eller administrerende producent) er den øverst økonomisk ansvarlige og produktionsselsskabets repræsentant. Producenten organiserer projektet og finansieringen. I USA overvåger en producent typisk flere film administrativt.